# Spotkanie z Balladą
Spotkanie z Balladą – polski cykliczny program telewizyjny emitowany w TVP2 w latach 1972–1990 i 1993-2006, było to widowisko estradowo-kabaretowe z udziałem publiczności. Niektóre części programu zostały zrealizowane tylko w wersji estradowej i nie pojawiły się w telewizji.

## Historia
Telewizyjna wersja programu ma swe źródła w studenckim krakowskim cyklu estradowym Wieczór w Nowym Żaczku, którego kolejne odcinki nazywały się Spotkanie z Balladą, a rozpoczęły się w roku 1968. Ich twórcą był Michał Bobrowski, a na scenie pojawiali się m.in. Krzysztof Materna, Marek Pacuła, Jerzy Stuhr, Bogusław Sobczuk. Cykl ten skierowany był głównie do młodzieży akademickiej. Kiedy w 1972 Bobrowski został kierownikiem Redakcji Rozrywki TVP, postanowił przenieść widowisko na ekrany telewizyjne. Pierwszy odcinek Spotkania z Balladą wyemitowano 31 grudnia 1972 roku w II programie Telewizji Polskiej. Początkowe dziesięć odcinków Telewizyjnych Spotkań z Balladą prowadzili ich współscenarzyści – Bogusław Sobczuk i Jerzy Stuhr (scenariusze pisali wspólnie z Bobrowskim). Oprawę muzyczną pierwszych telewizyjnych spotkań przygotowywał Antoni Mleczko, jednego spotkania – Andrzej Zieliński i Skaldowie (m.in. przebój Wszystko kwitnie wkoło – Wiosna po raz pierwszy zagrano w Spotkaniu). Regularnie występowali w Spotkaniach m.in. Andrzej Sikorowski, Mieczysław Grąbka, Marek Litewka, Grzegorz Rekliński, w epizodach pojawiali się Jan Nowicki, Bohdan Smoleń, Teresa Budzisz-Krzyżanowska, Edyta Wojtczak, Jan Suzin, Bogusław Linda – niektórzy już wówczas sławni, niektórzy kompletnie wtedy nieznani publiczności. Spotkania realizowano w Krakowie, występowali w nich głównie aktorzy scen krakowskich i studenci krakowskiej PWST.
Formuła programu nie spodobała się ówczesnym władzom, które uważały, że zbytnio eksponuje zachodnią kulturę. Fragmenty były przed emisją telewizyjną usuwane przez cenzurę. Jeden z odcinków (Opolskie Spotkanie z Balladą), który otrzymał Nagrodę Dziennikarzy, nie został dopuszczony do emisji w telewizji aż do roku 1980. Istniała też obawa, że program zostanie zdjęty z anteny.
W roku 1976 współpracę z programem zakończyli Jerzy Stuhr i Bogusław Sobczuk, jedno spotkanie prowadził Jerzy Święch, a kilka następnych Tadeusz Bradecki i Marcin Sosnowski. W programie pojawiali się ówcześni studenci IV roku krakowskiej PWST, w tym Leszek Benke. Ten aktor zdecydował się jednak podjąć pracę w teatrze w Łodzi. Następnie zmieniła się nieco formuła programu, który miał odtąd wyraźniejszą linię dramaturgiczną. Po odejściu z programu T. Bradeckiego i M. Sosnowskiego (koło 1978 r.). pojawiły się w nim nowe postacie – Kierownik, którego grał Feliks Szajnert, oraz Panna Marysia, w którą wcieliła się Ewa Kolasińska.
W latach 80. do Spotkania z Balladą powrócił L. Benke i został jego gospodarzem. Bobrowski nawiązał też współpracę z Irosławem Szymańskim z kabaretu Loża 44. W tym czasie oprócz telewizyjnych realizacji Spotkań... artyści wystawiali spektakle w wielu polskich miastach. Trwało to do 1990 roku, a wkrótce M. Bobrowski zdecydował się przejść na emeryturę i rozstać z telewizją. Jednak kiedy w 1993 roku telewizja zasygnalizowała, że chciałaby ponownie z nim współpracować, powstał kolejny odcinek programu, a niedługo później Spotkanie z Balladą stało się regularnym elementem ramówki programu II TVP.
Z przyczyn złego stanu zdrowia na początku XXI wieku Michał Bobrowski musiał zrezygnować z pracy nad programem, a w telewizji oprócz nielicznych premierowych emisji pojawiły się powtórki starszych odcinków.

## Twórcy programu
- Michał Bobrowski (ur. 1927, zm. 2012) – pomysłodawca Spotkania z balladą, reżyser, satyryk, scenarzysta, autor dialogów i tekstów piosenek
- Roman Opuszyński (ur. 1952) – kompozytor, aranżer, pianista (z programem związany od czasów studenckich)
- Leszek Benke (1952-2021) – aktor (z programem związany od 1974 roku)
- Henryk Cyganik (1946-2005) – dziennikarz, satyryk, poeta
- Ludmiła Mikłaszewicz (ur. 1961) – scenograf, architekt wnętrz (ze Spotkaniem... związana od 1999 r.)
- Elżbieta Dyakowska – kostiumolog (ze Spotkaniem... związana od 1994)
- Stanisław Zajączkowski (ur. 1939) – reżyser, realizator telewizyjny (ze Spotkaniem... związany od jego powstania)
- Ryszard Palik – aktor amator (związany z programem od początków jego istnienia do śmierci)
- Adam Urbanik – scenograf
- Ewa Świtalska – choreograf (związana z programem w latach 1978–1983 i 1988 – 1994)
- Beata Wojciechowska – choreograf (związana z programem w latach 1994–1998)

## ArtyściSpotkania z Balladą
kolejność alfabetyczna

| - zespół wokalny Ad Libitum - Leszek Benke - Elżbieta Bieniasz - Marta Bizoń - Lidia Bogaczówna - Jolanta Borusiewicz - Tadeusz Bradecki - Przemysław Branny - Jacek Brzostyński - Teresa Budzisz-Krzyżanowska - Anna Cieślak - Marzena Ciuła - Ewa Czajkowska - Marian Czech - Marcin Daniec - Leszek Długosz - Anna Dymna - Marian Dziędziel - Dariusz Gnatowski - Katarzyna Gniewkowska - Ewa Granat - Łada Gorpienko - Władysław Guzik - Mieczysław Grąbka - Agata Jakubik - Aldona Jankowska - Marian Jaskulski - Krzysztof Janusz - Ryszard Jasiński - Krzysztof Jędrysek - Andrzej Jurczyński - Alina Kamińska - Marcin Kobierski - Ewa Kolasińska - Tomasz Kot - Renata Kretówna - Jerzy Kryszak - Bogusław Kudłek - Leszek Kumański - Tadeusz Kwinta - Marek Litewka - Bractwo Satyryczne Loża 44 - Maciej Luśnia - Czesława Mączka - Grzegorz Michalec - Wojciech Młynarski - Jan Nosal | - Andrzej Nowakowski - Bronisław Opałko - Grupa Pod Budą - Ryszard Palik - Leszek Pniaczek - Maurycy Polaski - Jerzy Jan Połoński - Andrzej Poniedzielski - Urszula Popiel - Jakub Przebindowski - Adam Radzikowski - Grzegorz Rekliński - Janusz Rewiński - Jacek Romanowski - Adam Sadzik - Paweł Sanakiewicz - Agnieszka Schimscheiner - Andrzej Sikorowski - Skaldowie - Lena Skrzypczak - Bohdan Smoleń - Bogusław Sobczuk - Marcin Sosnowski - Krzysztof Stachowski - Ewelina Starejki - Jerzy Stuhr - Feliks Szajnert - Katarzyna Szlęk - Stefan Szramel - Jerzy Święch - Grażyna Trebel - Jerzy Turek - Stanisław Tym - Piotr Urbaniak - Magdalena Walach - Maciej Wijatkowski - Kajetan Wolniewicz - Beata Wojciechowska - Jacek Wojciechowski - Jacek Wójcicki - Halina Wyrodek - Katarzyna Zielińska - Wojciech Zientarski - Tadeusz Zięba - Jacek Zwoźniak - Łukasz Żurek - Iwona Nogalska |

### Goście programu
- Ewa Bem
- Stan Borys
- Jan Czupryniak
- Jan Kociniak
- Alicja Majewska
- Jan Nowicki
- Daniel Olbrychski
- Łucja Prus
- Konrad Swinarski
- Grzegorz Turnau
- Violetta Villas
- Zdzisława Sośnicka

## Odcinki wyemitowane w telewizji
1. 1972: Potop, odcinek ten nawiązywał do filmowej adaptacji powieści Henryka Sienkiewicza; gospodarzami programu byli Jerzy Stuhr i Bogusław Sobczuk. Taśma z programem oraz scenariusz nie zachowały się.
2. 1973: Chłopi, odcinek ten nawiązywał do filmowej adaptacji powieści Władysława Reymonta, gościem programu był Jerzy Święch, jeden z aktorów tego filmu; gospodarzami programu byli J. Stuhr i B. Sobczuk, a wystąpili m.in. A. Sikorowski i M. Grąbka.
3. 1973: Kowbojskie Spotkanie z Balladą, odcinek nawiązujący do stylu amerykańskiego, występowali m.in. Janusz Rewiński i Marek Litewka, a w epizodzie Bogusław Linda.
4. 1973: W Pustyni i w Puszczy, nawiązujący do adaptacji filmowej powieści H. Sienkiewicza; w programie wystąpili m.in. Czesława Mączka, Renata Kretówna, Marek Litewka, Jolanta Borusiewicz.
5. 1974: Japońskie Spotkanie z Balladą; program poprowadzili J. Stuhr i B.Sobczuk, wystąpili m.in. Urszula Popiel, M. Litewka, Teresa Budzisz-Krzyżanowska, Bohdan Smoleń.
6. 1974: Janosikowe Spotkanie z Balladą, odcinek nawiązujący do serialu telewizyjnego o Janosiku; w programie występowali m.in.: M. Grąbka, U. Popiel, Halina Wyrodek, M. Litewka, J. Kryszak, A. Sikorowski, J. Stuhr.
7. 1974: Revue de Cracovie, karnawałowo-sylwestrowy program zrealizowany w konwencji rewii na lodzie; gośćmi programu byli Wojciech Młynarski, Jan Nowicki i Konrad Swinarski.
8. 1975: Parapsychologiczne Spotkanie z Balladą; w programie udział wzięli m.in. J. Stuhr, B. Sobczuk, U. Popiel, Violetta Villas oraz zespół Skaldowie z premierową wówczas piosenką Wszystko kwitnie wkoło (muz. A. Zieliński, sł. M. Bobrowski).
9. 1975: Opolskie Spotkanie z Balladą związane z opolskim festiwalem; w programie tym na przekór tej imprezie nie można było śpiewać; gośćmi byli m.in. Stan Borys, Daniel Olbrychski, Łucja Prus; ze względu na parodię programu „Progi i bariery” zabroniono emisji tego odcinka, swoją premierę telewizyjną miał po 5 latach od realizacji.
10. 1975: Spotkanko z Balladką, odcinek zrealizowany z myślą o najmłodszych widzach; ostatni program z udziałem J. Stuhra i B. Sobczuka.
11. 1976: Halowe Igrzyska z Balladą, odcinek nawiązujący do olimpiady; gospodarzem programu był Jerzy Święch, którego wspierali T. Bradecki i M. Sosnowski, gościem specjalnym był W. Młynarski; po raz pierwszy w programie pojawił się L. Benke w roli epizodycznej.
12. 1976: Corrida z Balladą, prowadzący program Bradecki i Sosnowski zaczęli pełnić rolę narratorów, odcinek nawiązywał do bohaterów kultury hiszpańskiej; w programie występowali m.in. Andrzej Jurczyński, Tadeusz Zięba, L. Benke, W. Młynarski.
13. 1976: Hellada z Balladą, odcinek nawiązujący do mitologii greckiej, gospodarzami programu byli Bradecki i Sosnowski; w czasie emisji na żywo władze telewizji nakazały zdjęcie jednego z aktorów z wizji, co utrudniło zaplanowane zakończenie spektaklu.
14. 1977: Szansonada z Balladą, odcinek nawiązujący do kultury francuskiej; wystąpili m.in. Leszek Długosz i Mieczysław Grąbka, gospodarzami byli Bradecki i Sosnowski.
15. 1977: Jedyna Okazja, odcinek nawiązujący do polskiego kina; gospodarzami byli Bradecki i Sosnowski, Ryszard Pietruski otrzymał nagrodę publiczności, a na widowni gościli m.in. Krzysztof Falk, Jerzy Surdel i Krzysztof Zanussi.
16. 1978: Kryminalne Spotkanie z Balladą, odcinek nawiązujący do filmów i seriali o tematyce kryminalnej; gospodarzami byli Bradecki i Sosnowski, po raz pierwszy w programie pojawił się Feliks Szajnert, występował także m.in. Grzegorz Rekliński.
17. 1978: Krakowskie Spotkanie z Balladą; wystąpili m.in. H. Wyrodek, Marian Dziędziel, Andrzej Poniedzielski, J. Borusiewicz; gospodarzami byli Bradecki i Sosnowski oraz Adam Radzikowski.
18. 1978: Hotelowe Spotkanie z Balladą, odcinek, którego akcja toczy się w hotelu; gospodarzami byli M. Sosnowski i A. Radzikowski; występowali m.in. F. Szajnert w roli kierownika hotelu, Ewa Kolasińska (po raz pierwszy w programie), M. Grąbka, Grupa Pod Budą, zespół Skaldowie.
19. 1979: Maskarada z Balladą, tematem odcinka był bal maskowy; wystąpili m.in. F. Szajnert, E. Kolasińska, M. Grąbka, W. Młynarski, A. Radzikowski, Grupa Pod Budą.
20. 1979: Sabat z Balladą, odcinek zrealizowany w Kielcach, gospodarzami byli F. Szajnert, K. Stachowski i E. Kolasińska, wystąpili m.in. Paweł Sanakiewicz, Tadeusz Kwinta, Ewa Czajkowska.
21. 1979: Staropolskie Spotkanie z Balladą, nawiązujące do komedii A. Fredry Zemsta, opery S. Moniuszki Halka oraz epopei Adama Mickiewicza Pan Tadeusz; w roli narratora – K. Stachowski, wystąpili m.in. Stefan Szramel jako Cześnik Raptusiewicz, E. Kolasińska jako Zosia, E. Czajkowska jako Podstolina, Jacek Romanowski jako pan Tadeusz; tekst widowiska napisany był wierszem, jakiego używał w swych utworach Fredro.
22. 1980: Bezpieczne Spotkanie z Balladą, tematyka związana z bezpieczeństwem na drodze i motoryzacją, gospodarzem był K. Stachowski.
23. 1980: Tarnowskie Spotkanie z Balladą, program przygotowany z okazji rocznicy nadania praw miejskich miastu; prowadzili go E. Kolasińska, F. Szajnert i K. Stachowski; wystąpili m.in. Wojciech Zientarski i Ewa Bem.
24. 1980: Budowlane Spotkanie z Balladą; program prowadzili Andrzej Nowakowski, K. Stachowski i Elżbieta Bieniasz; gościnnie wystąpili Alicja Majewska i Jacek Zwoźniak.
25. 1981: Wędkarskie Spotkanie z Balladą; program prowadził P. Sanakiewicz; wystąpili m.in. Stanisław Tym, Jerzy Turek, T. Kwinta, T. Zięba, W. Młynarski, J. Zwoźniak.
26. 1981: Cyrkowe Spotkanie z Balladą, program został zrealizowany w prawdziwym namiocie cyrkowym, autorami scenariusza byli Michał Bobrowski i Irosław Szymański; rolę konferansjera objął Krzysztof Jędrysek; wystąpili m.in. F. Szajnert, K. Stachowski, W. Młynarski oraz po raz pierwszy w Spotkaniu z Balladą Bractwo Satyryczne Loża 44.
27. 1982: Medyczne Spotkanie z Balladą, akcja tego odcinka toczyła się w szpitalu, w programie wystąpili m.in. artyści kabaretu Loża 44.
28. 1982: Ajencyjne Spotkanie z Balladą, w odcinku wystąpili m.in. L. Benke, J. Zwoźniak, Ryszard Palik.
29. 1983: Piekielne Spotkanie z Balladą, których gospodarzem był Jacek Brzostyński.
30. 1983: Antyczne Spotkanie z Balladą, nawiązujące do antycznego Rzymu; wystąpili m.in. Maciej Wijatkowski, Grzegorz Michalec, F. Szajnert, E. Kolasińska, G. Rekliński, R. Kretówna, Katarzyna Szlęk, Marian Czech, zespół wokalny Ad Libitum.
31. 1984: Leśne Nastroje, odcinek, którego akcja toczy się w leśniczówce; narratorem był J. Brzostyński; występowali m.in. K. Stachowski, Kajetan Wolniewicz.
32. 1984: Ostra Zima, program prowadzili Marcin Daniec i Krzysztof Janusz.
33. 1985: Całe Szczęście, tematem odcinka był hazard, program prowadzili M. Daniec i K. Janusz.
34. 1985: Szczyt wszystkiego, akcja toczyła się na Olimpie; program prowadził Leszek Kumański wcielający się w Homera; w roli greckich bogów wystąpili m.in. F.Szajnert (Zeus), E. Kolasińska (Hera), Jacek Wójcicki (Eros), Katarzyna Gniewkowska (Afrodyta), L. Benke (Hermes), K. Stachowski (Dionizos), w programie występowali też członkowie kabaretu Loża 44 i Bronisław Opałko (Genowefa Pigwa).
35. 1986: Kolejarskie Spotkanie z Balladą, w odcinku wystąpili m.in. F. Szajnert, L. Benke, K. Stachowski, M. Czech, Ewa Granat oraz artyści kabaretu Loża 44.
36. 1988: Na Zachodzie bez zmian, akcja toczyła się w małym miasteczku na Dzikim Zachodzie, w programie udział wzięli m.in. E. Granat, G. Michalec, M. Wijatkowski, G. Rekliński, L. Benke, Aldona Jankowska, F. Szajnert, K. Wolniewicz, Maurycy Polaski, Władysław Guzik, Katarzyna Szlęk.
37. 1993: Ku Europie!, od tego odcinka Leszek Benke przejął na stałe rolę gospodarza programu, w odcinku zadebiutowała Alina Kamińska, gościnnie wystąpili A. Majewska, W. Młynarski, Grzegorz Turnau i A. Sikorowski
38. 1993: Szalenie Arystokratyczne Spotkanie z Balladą, w odcinku występowali m.in. M. Polaski, A. Jurczyński, E. Kolasińska, K. Wolniewicz, a gościnnie także Jan Kociniak i W. Młynarski.
39. 1994: Wielkie Łowy; występowali m.in. K. Wolniewicz, Maciej Luśnia, Lidia Bogaczówna, S. Szramel, A. Kamińska, T. Zięba, Piotr Urbaniak i Agata Jakubik.
40. 1994: Dożynki w Kopydłowie – po raz pierwszy akcja toczy się w Kopydłowie, wystąpili m.in. L. Benke jako Komendant OSP, A. Jurczyński jako nauczyciel, K. Wolniewicz jako Władek, L. Bogaczówna jako Helusia, P. Urbaniak jako Pietrek, A. Kamińska jako Misia, E. Kolasińska jako Marysia, T. Zięba jako Wincenty, E. Czajkowska jako Firkowa, Łukasz Żurek jako Posterunkowy.
41. 1995: Paw Story, tematem tego odcinka była historia firmy zajmującej się hodowlą pawi; wystąpili m.in. L. Benke, E. Kolasińska, A. Jurczyński, Ł. Żurek, Dariusz Gnatowski.
42. 1995: Ciężko Pierwszy, w odcinku tym wystąpili m.in. K. Wolniewicz, D. Gnatowski, M. Polaski, E. Kolasińska, T. Zięba, L. Benke, wcielając się w postacie z królewskiego dworu.
43. 1995: Witajcie w Kopydłowie, w odcinku tym akcja skupiona jest na planach odbudowy spalonej remizy; udział wzięli m.in. L. Benke, A. Kamińska, P. Urbaniak.
44. 1995: Gwiazdka, odcinek świąteczny zrealizowany na rynku w Krakowie, scenografię przygotował Adam Urbanik, a wystąpili m.in. L. Benke i D. Gnatowski.
45. 1996: Wesele w Kopydłowie, głównym motywem jest wesele Piotrka i Miśki; wystąpili m.in. A. Kamińska, P. Urbaniak, L. Bogaczówna, L. Benke.
46. 1996: Upiorne Spotkanie z Balladą, którego tematem jest poszukiwanie Ducha Narodu; wystąpili m.in. L. Benke, A. Jurczyński, S. Szramel, E. Kolasińska, T. Kwinta, A. Kamińska, L. Żurek, K. Wolniewicz.
47. 1997: Odlotowe Spotkanie z Balladą o planach podróży do Ameryki; wystąpili m.in. L. Benke, E. Kolasińska, T. Kwinta, Ryszard Jasiński, Przemysław Branny, L. Bogaczówna.
48. 1997: Jubileusz w Kopydłowie o 70-leciu OSP i 25-leciu szkoły w Kopydłowie.
49. 1998: Warszawa da się lubić, w odcinku tym mieszkańcy Kopydłowa przyjeżdżają do Warszawy, aby pozałatwiać własne interesy; wystąpili m.in. L. Benke, F. Szajnert, E. Kolasińska, P. Branny.
50. 1998: Karnawał w Kopydłowie, wystąpili m.in. L. Benke, A. Kamińska, T. Kwinta, Łada Gropienko, L. Bogaczówna, P. Branny.
51. 1999: Wiosna w Kopydłowie, oprócz tematyki wiosennej pojawia się też nawiązanie do filmu Ogniem i mieczem; wystąpili m.in. L. Benke, Marcin Kobierski, Marian Jaskulski, P. Branny.
52. 1999: Horror w Kopydłowie, odcinek o tym, jak w Kopydłowie kręcono film historyczny „Król Zdzir”; wystąpili m.in. L. Benke, F. Szajnert, T. Zięba,.
53. 2000: Ożenek w Kopydłowie, wystąpili m.in. L. Benke, F. Szajnert, L. Bogaczówna, E. Kolasińska oraz debiutujące w programie Magdalena Walach, Marta Bizoń
54. 2001: Draka w Kopydłowie, odcinek o aferach we wsi, wystąpili m.in. L. Benke, A. Jurczyński, M. Bizoń, Katarzyna Zielińska, Marzena Ciuła
55. 2001: Jesień w Kopydłowie, odcinek, w którym bohaterowie wspominają wydarzenia sprzed 6 lat, wystąpili m.in. L. Benke, A Jurczyński, K. Zielińska, F. Szajnert, Bogusław Kudłek
56. 2001: Straszny Dworek, rozszerzona wersja odcinka Staropolskie Spotkania z Balladą, wystąpili m.in. L. Benke, A. Jurczyński, F. Szajnert, M. Bizoń, P. Urbaniak, A. Kamińska, J. Przebindowski, K. Zielińska, Jan Nosal
57. 2002: Sikorki z Kopydłowa, o rządach kobiet w remizie strażackiej, wystąpili m.in. M. Bizoń, K. Jędrysek, Tomasz Kot, M. Ciuła, Anna Cieślak, Grażyna Trebel, K. Zielińska, Lena Skrzypczak
58. 2002: Zdarzyło się w Kopydłowie, wystąpili m.in. L. Benke, A. Jurczyński, M. Walach
59. 2003: Gwiazdy nad Kopydłowem, wystąpili m.in. L. Benke, P. Branny, A. Kamińska
60. 2003: Wizyta w Kopydłowie, wystąpili m.in. L. Benke, A. Jurczyński, L. Bogaczówna
61. 2004: Burza w Kopydłowie, odcinek o artystkach, które chciały zaznać spokoju na wsi, wystąpili m.in. Ewelina Starejki, A. Kamińska, Agnieszka Schimscheiner, Jerzy Jan Połoński
62. 2005: Przekręt, odcinek o agencji artystycznej, wystąpili m.in. L. Benke, A. Jurczyński, L. Bogaczówna, A. Kamińska
63. 2006: Dom pod Fijołem, wystąpili m.in. A. Jurczyński, A. Kamińska, E. Kolasińska